# Es Celleràs
Es Celleràs era una possessió de Santa Maria del Camí situada a la vall de Coanegra, en el terme de Santa Maria del Camí, entre els actuals Son Oliver, es Cabàs i Son Agulla.
Coneguda primer com el Celler del Rei per haver pertangut a l'infant Jaume, futur Jaume II de Mallorca. En el s. XIV estigué integrada en es Cabàs. En el s. XVII passà a Sebastià Pisà. Els antics conreus de vinyet foren substituïts per oliverar i garroverar. El 1733 Antoni Cotoner, marquès d'Ariany, havia aquirit es Celleràs i Son Far. Les cases foren assaltades i robades l'any 1818 i a conseqüència d'aquest fet foren abandonades pels Pisà, que fins a l'actualitat han estat coneguts com a Cellerassos. De les cases i cup sols en resten les rines i la terra ha estat annexionada a Son Oliver. El topònims s'ha mantengut a les terres, unes 10 quarterades, situades davant les cases, conegudes com es Pla des Celleràs.